# Davis (Illinois)
Davis és una vila dels Estats Units a l'estat d'Illinois. Segons el cens del 2000 tenia 662 habitants.

## Demografia
Segons el cens del 2000, Davis tenia 662 habitants, 254 habitatges, i 180 famílies. La densitat de població era de 594,4 habitants/km².
Dels 254 habitatges en un 37,8% hi vivien nens de menys de 18 anys, en un 60,2% hi vivien parelles casades, en un 7,1% dones solteres, i en un 29,1% no eren unitats familiars. En el 26% dels habitatges hi vivien persones soles el 14,6% de les quals corresponia a persones de 65 anys o més que vivien soles. El nombre mitjà de persones vivint en cada habitatge era de 2,61 i el nombre mitjà de persones que vivien en cada família era de 3,14.
Per edats la població es repartia de la següent manera: un 29,9% tenia menys de 18 anys, un 7,4% entre 18 i 24, un 29,5% entre 25 i 44, un 20,8% de 45 a 60 i un 12,4% 65 anys o més.
L'edat mediana era de 34 anys. Per cada 100 dones de 18 o més anys hi havia 94,1 homes.
La renda mediana per habitatge era de 45.385 $ i la renda mediana per família de 51.538 $. Els homes tenien una renda mediana de 38.971 $ mentre que les dones 22.250 $. La renda per capita de la població era de 18.595 $. Aproximadament el 3,8% de les famílies i el 7,1% de la població estaven per davall del llindar de pobresa.

## Poblacions properes
El següent diagrama mostra les poblacions més properes.